# Johannes Verhulst
Johannes Verhulst, właśc. Josephus Hermanus Verhulst (ur. 19 marca 1816 w Hadze, zm. 17 stycznia 1891 w Bloemendaal) – holenderski kompozytor i dyrygent.

## Życiorys
Studiował w Koninklijke Muziekschool w Hadze u Johanna Heinricha Lübecka (skrzypce) i Christiana Lechleitnera (teoria). Od 1832 roku występował jako skrzypek w Koninklijke Hofkapel i w orkiestrze Théâtre Français. Pobierał lekcje kompozycji u Josefa Kleina w Kolonii. W latach 1838–1842 przebywał w Lipsku na zaproszenie Felixa Mendelssohna, pod kierunkiem którego zapoznał się z dziełami Bacha, Händla i Beethovena. Nawiązał także przyjaźń z Robertem Schumannem. 
W 1842 roku został dyrektorem muzycznym na dworze króla Wilhelma II. W latach 1843–1844 i 1848–1863 dyrygował chórem Maatschappij tot Bevordering der Toonkunst w Rotterdamie. Od 1860 do 1886 roku dyrygował koncertami towarzystwa Diligentia w Hadze.

## Twórczość
Był czołowym przedstawicielem holenderskiego romantyzmu. Pochłonięty głównie obowiązkami dyrygenckimi, jako kompozytor był aktywny przede wszystkim w latach 1836–1850. Przez ponad ćwierć wieku, działając jako dyrygent, kształtował oblicze holenderskiego życia muzycznego. W swoim repertuarze koncertowym propagował twórczość Bacha, Händla, Schumanna, Gadego, Brahmsa i Brucknera. Całkowicie ignorował jednak Wagnera, Liszta i Berlioza, za co później spotkał się z krytyką.

## Wybrane kompozycje
(na podstawie materiałów źródłowych)

### Utwory orkiestrowe
- Symfonia e-moll (1841)
- 3 uwertury (h-moll 1838, c-moll „Gijsbrecht van Aemstel” 1839, d-moll 1840)
- intermezzo Gruss aus der Ferne (1840)

### Utwory kameralne
- Kwintet smyczkowy Es-dur (1845)
- 2 kwartety smyczkowe (d-moll i As-dur, 1840)

### Utwory na chór a cappella
- Ave Maria na sopran solo i chór żeński
- Missa brevis na chór chłopięcy i męski

### Utwory wokalno-instrumentalne
- 6 liederen (ok. 1845)
- 7 geestelijke liederen (ok. 1845)
- 12 liederen (ok. 1848)
- Liederkrans (ok. 1849)
- Gezangen em psalmen (ok. 1849)
- 6 liederen (ok. 1849)
- Kinderleven (ok. 1849)
- 2 Lieder (ok. 1849)
- Kindertoonen (ok. 1851)

### Utwory na chór i orkiestrę
- Clemens est Dominus na 2 chóry mieszane i orkiestrę (1844)
- Veni creator na chór męski i orkiestrę (1853)

### Msze
- Requiem (1854)
- Msza na 4 głosy solowe, chór i orkiestrę (1843)